# Modravský potok
Der Modravský potok (deutsch. Maderbach) ist ein Bach im Biosphärenreservat Šumava in Tschechien.
Der Bach entsteht am nördlichen Ende der Einöde Březník (Pürstling) aus dem Luzenský potok (Lusenbach) und dem Březnický potok (Schwarzbach). Bei Modrava (Mader) vereinigt sich der Maderbach mit dem Roklanský potok (Rachelbach) zur Vydra.

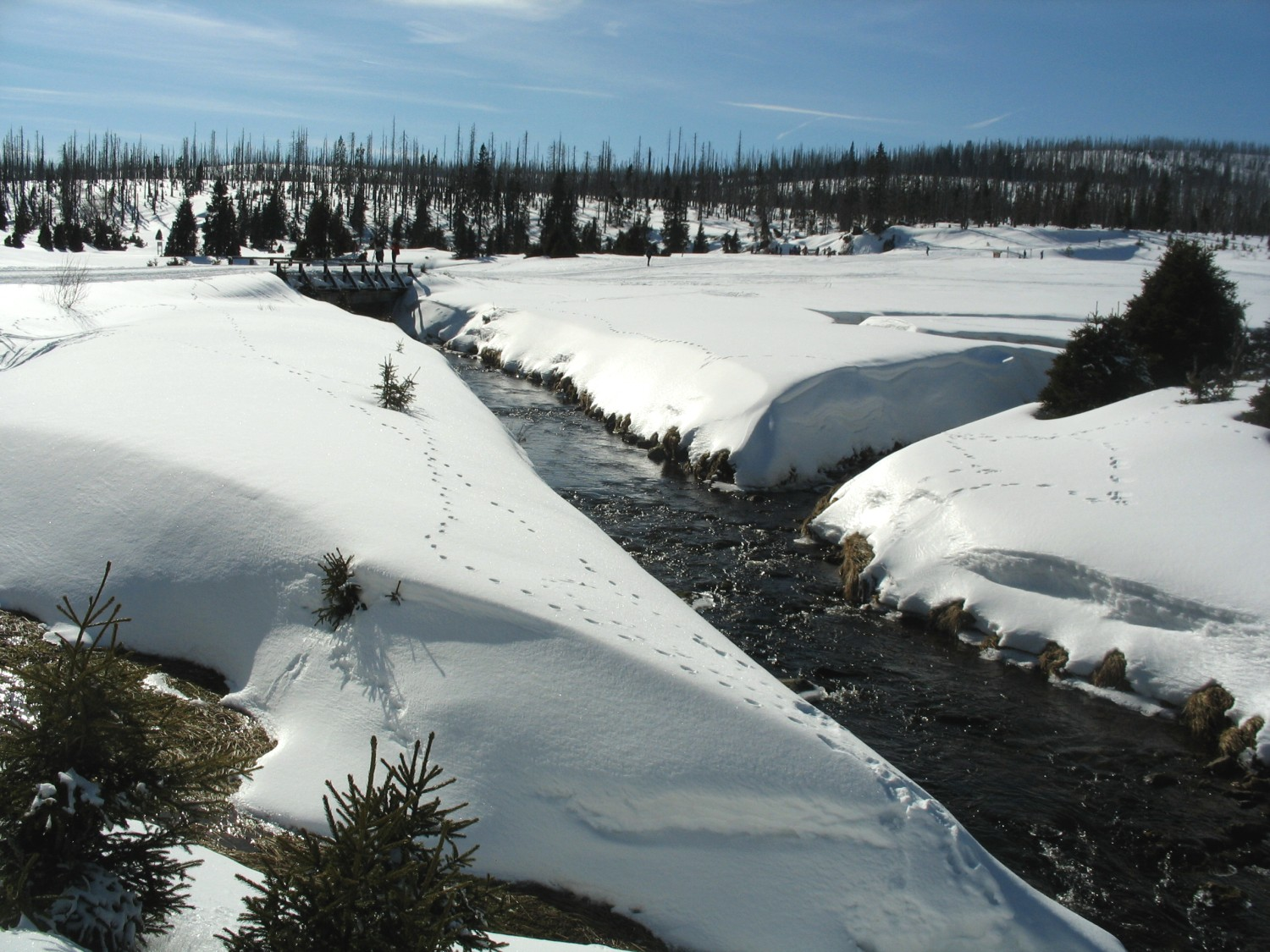
Zusammenfluss von Lusenbach und Schwarzbach